# Timo Böhme

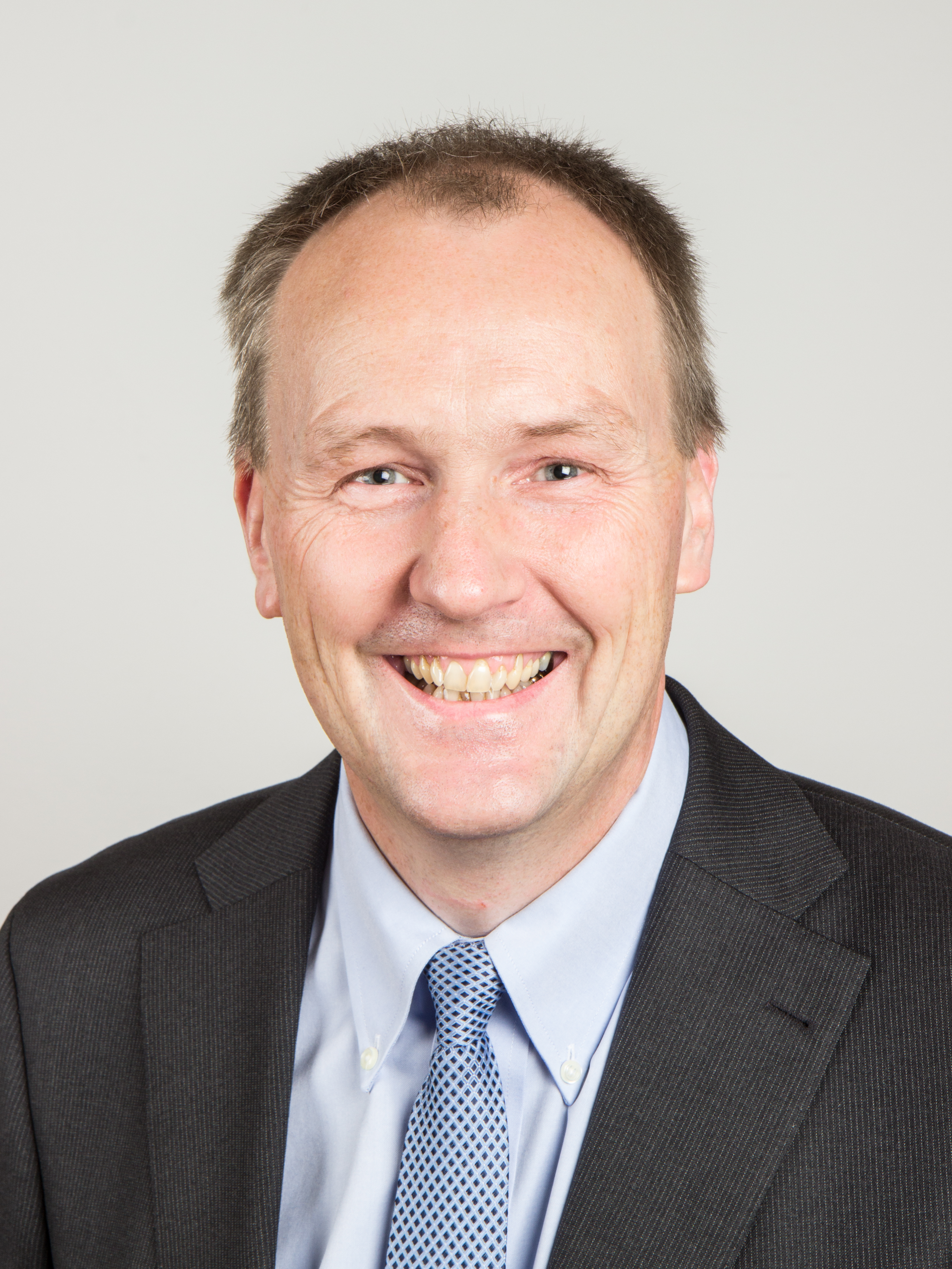
Timo Böhme, 2016

Timo Böhme (* 2. August 1963 in Annaberg-Buchholz) ist ein Agraringenieur und war 2016 bis 2020 Politiker. Er trat 2020 im Streit aus der AfD aus. Zu diesem Zeitpunkt war er zweiter stellvertretender Fraktionsvorsitzender der AfD im Landtag Rheinland-Pfalz.

## Leben
Böhme stammt aus Sachsen. Nach einer Ausbildung zum Agrotechniker und einem abgeschlossenen Studium erlangte Böhme den Grad Diplom-Agraringenieur und wurde 1994 an der Georg-August-Universität Göttingen im Fachbereich Agrarwissenschaften promoviert. Er war während seiner Tätigkeit für die Novartis Seeds GmbH in Bad Salzuflen (heute Syngenta) Betriebsratsmitglied und von 2013 bis zu seinem Eintritt in den Landtag Rheinland-Pfalz im Jahr 2016 Betriebsratsvorsitzender der BASF Plant Science Company GmbH am Agrarzentrum Limburgerhof.
Timo Böhme ist verheiratet und Vater eines Kindes. Er lebt seit 2001 in Ludwigshafen-Friesenheim.

## Politik
Seit 2015 war er Vorsitzender des AfD Kreisverbandes Ludwigshafen. Am 13. März 2016 gelang Böhme bei der Landtagswahl in Rheinland-Pfalz 2016 über die Landesliste Platz 13 der Einzug in den Landtag Rheinland-Pfalz.
Böhme war zweiter stellvertretender Fraktionsvorsitzender der Landtagsfraktion der AfD.
Er war zudem ordentliches Mitglied des Ausschusses für Landwirtschaft und Weinbau, stellvertretendes Mitglied des Zwischenausschusses und Vorsitzender des Ausschusses für Soziales und Arbeit (Sozialpolitischer Ausschuss).
Für die Wahl zum 18. Landtag von Rheinland-Pfalz wurde er nicht erneut von seiner Partei nominiert.
Am 2. Dezember 2020 trat er aus Partei und Fraktion aus und war danach fraktionsloses Mitglied des Landtags bis zu seinem Ausscheiden am 18. Mai 2021.

## Veröffentlichungen
- Eine Möglichkeit zum Einsatz der p-Toluolsulfonsäure-Hydrolyse zur Bestimmung von Aminosäuregehalten im Rapssamen (Brassica napus L.) und ihre züchterische Anwendung. Cuvillier, Universität Göttingen 1994, Hochschulschrift, Dissertation, ISBN 978-3-930340-95-8.
- T. Böhme: Chronik und Kritik zur Jodprophylaxe : Die Jodprophylaxe war und ist in ihrer bestehenden Form grundgesetzwidrig und ein Verstoß gegen das Grundrecht auf Leben und körperliche Unversehrtheit!, Verlag Tredition GmbH, Hamburg 2020, 1. Auflage, ISBN 978-3-347-14723-2.